# Hedwig Lobman
Hedwig Lobman (circa 1947/1948) is een Surinaams-Nederlands karateka. Hij was in de jaren 1970 een van de voorlopers van karate in Suriname.

## Biografie
Hedwig Lobman is een telg uit een sportfamilie. Zijn broer Frank leerde van hem karate en werd succesvol in het kickboksen.
In Nederland namen vrienden hem mee naar Sportschool De Hollander van zesdedanner Loek Hollander en raakte hij bekend met karate. In zijn eerste onfortuinlijke les werd hij knock-out geslagen. Hij gaf echter niet op en trainde hard in de jaren erna. Na twee jaar en vier maanden slaagde hij voor de eerste dan, waarin hij het gevecht aanging met 40 strijders. Hierna volgde hij elke twee weken de kadercursus van zesdedanner Jon Bluming. Anderhalf jaar later ging hij het gevecht met 50 strijders aan voor het behalen van de tweede dan en in mei 1975 met 65 strijders voor de derde dan.
Hij nam ook deel aan wedstrijden en werd Nederlands kampioen in 1969, 1971 en 1973. Tijdens de Nederlandse kampioenschappen in de stijl kyokushinkai van 1970 was hij eveneens veruit de sterkste; naast het winnen van de titel kreeg hij toen ook de stijlprijs uitgereikt. In 1972 ging hij over naar de stijl van de WUKO. In dit jaar deed hij mee aan de wereldkampioenschappen karate in Parijs; het Nederlandse team, met als Surinamers hij en Harold la Rose, werd achtste. Ook deed hij mee met het Nederlandse team aan de Europese kampioenschappen van 1970 in Londen en van 1974 in Brussel. Individueel werd Hedwig vijfde. Tijdens open kampioenschappen in november 1975 in Japan nam Hedwig plaats 13 in binnen een deelnemersveld van 150.
Terug in Suriname, richtte hij 1 december 1975 de Karate Academie op. In februari 1978 nam hij het examen voor de eerste dan af van Wilfred Burgos en Frank Lobman in de kyokushinkai-stijl. Zij waren hiermee de eerste Surinaamse karateka's die op eigen bodem hiervoor slaagden. Zij waren ook allebei pupillen van de Karate Academie van Hedwig. In mei 1982, hij bezat inmiddels de vijfde dan, nam hij het examen voor de tweede dan af van Burgos en Cecil Tirion. Ook dit was een primeur voor Suriname. In de jaren 1980 hief hij zijn Karate Academie op omdat hij het land verliet en terugging naar Nederland.